# Sigurður Jónsson (Schwimmer, 1924)
Sigurður Th. Jónsson (* 23. Juli 1924 in Ystafell; † 13. März 2003 ebenda) war ein isländischer Schwimmer.

## Werdegang
Sigurður Jónsson nahm bei den Olympischen Sommerspielen 1948 in London im Wettkampf über 200 m Brust teil. Er schied im Vorlauf aus.